# Frederiksværk Station
Frederiksværk Station er en dansk jernbanestation i Frederiksværk. Stationsbygningen er fra 1897 og er tegnet af arkitekten Vilhelm Holck. Den har billetsalg, ventesal og toilet.